# Clavariadelphus pistillaris
Clavariadelphus pistillaris (Carl von Linné, 1753 ex Donk, 1933) sin. Clavaria pistillaris (Carl von Linné, 1753), din încrengătura Basidiomycota, în ordinul Gomphales, familia Gomphaceae și de genul  Clavariadelphus, denumit în popor măciulia piticilor, pilugele, ciocănele sau măciuci, este o ciupercă comestibilă și saprofagă, ce descompune resturi vegetale. Acest soi nu prea răspândit se găsește în România, Basarabia și Bucovina de Nord, preferat pe sol brun peste bazalt, calcar, marnă calcaroasă sau silicate bazice, în păduri de foioase de fagi, în cele mixte de brazi și fagi. Apar, solitar sau în grupuri mici, de la câmpie la munte, din (iulie) august până în noiembrie.
Numele generic se trage din cuvintele (latină clava=între altele măciucă) și (greacă Δελφάχιον=vulvă, purcel), iar epitetul din cuvântul latin (latină pistillum=măciuca mojarului).

## Istoric
Numele binomial Clavaria pistillaris a fost creat de renumitul savant suedez Carl von Linné în volumul 2 al operei sale Species Plantarum din 1753, o denumire folosită în multe cărți micologice până în prezent (2019).
Numele curent corect însă este Clavariadelphus ligula, determinat de micologul olandez Marinus Anton Donk (1908-1972) în publicația sa Revisie van de Nederlandse Heterobasidiomyceteae (uitgez. Uredinales en Ustilaginales) din 1933.
Toate celelalte sinonime nu sunt folosite și pot fi neglijate. Numele de familie Clavariadelphaceae propus de micologul Edred John Henry Corner (1906-1996) în 1970 nu este acceptat de Mycobank.

## Descriere

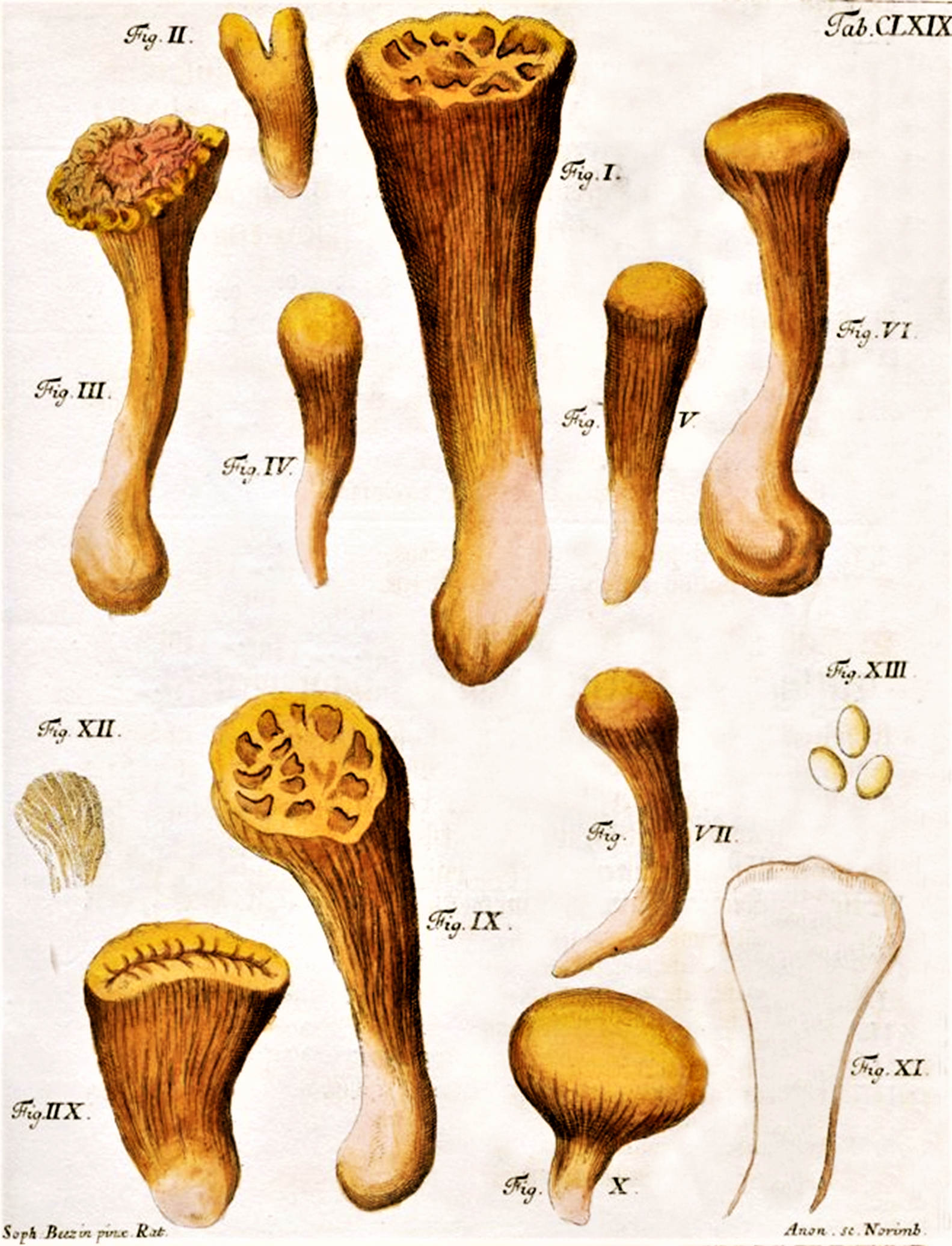
Schaeff.: Clavaria herculeana

- Corpul fructifer: cărnos și ferm, cu un diametru în partea de sus de 3-6 cm și o înălțime de 7-20 (30) cm, are în tinerețe o formă cilindrică ceva ascuțită spre vârf, apoi de măciucă neregulat de groasă, fiind înfipt adânc în stratul din care crește și topit cu miceliul. Este plin pe dinăuntru. Suprafața exterioară este inițial netedă, mai târziu zgrunțuroasă, încrețită, și la bază slab flocoasă. Coloritul acestei ciuperci destul de neobișnuite este la început galben deschis, mai târziu portocaliu-maroniu, ocru până galben-brun, devenind în sfârșit din ce în ce mai roșiatic până brun-roșiatic, nu rar cu o notă de violet. Se decolorează treptat spre bază. Sporii se formează pe suprafața părții superioare; partea inferioară este sterilă.
- Carnea: albă este fermă, chiar ușor elastică și dură. Mirosul este slab de ciuperci și gustul câteodată blând (în special la exemplarele tinere), dar adesea mai mult sau mai puțin amar. După o secțiune longitudinală se dezvoltă puține zone subțiri brune.[3][4]
- Caracteristici microscopice: are spori mici, nezezi, hialini (translucizi), alungit ovoidali până elipsoidali cu baza țuguiată, granulați în interior și măsoară 10-12 x 5-7 microni. Pulberea lor este albă, dar se îngălbenește la depozitare. Basidiile (celulele purtătoare de spori) fusiform-cilindrice cu o dimensiune de 80-120 x 6-10 microni, poartă 2-4 sterigme destul de lungi. Nu prezintă cistide. Hifele sunt septate, cu fibule.[12]
- Reacții chimice: Suprafața se colorează cu acid sulfuric imediat galben, iar cu Clorură de fier (III) măsliniu, carnea cu anilină de fenol imediat vinaceu, mai târziu brun, cu fenol gălbui, apoi brun roșiatic, cu Hidroxid de potasiu imediat galben-auriu și suprafața portocaliu până șofrăniu, carnea cu sulfat de fier gri-verzui și cu tinctură de Guaiacum imediat albastru.[13]

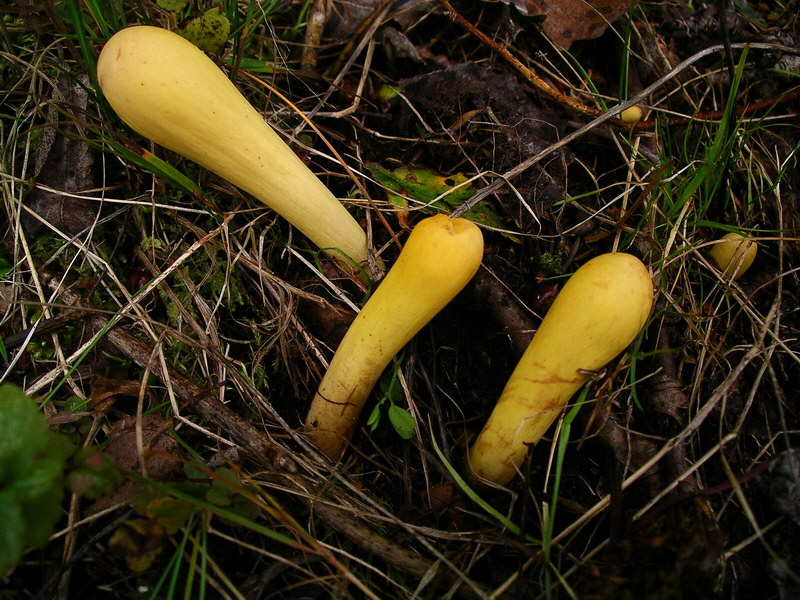
C. pistillaris tineri
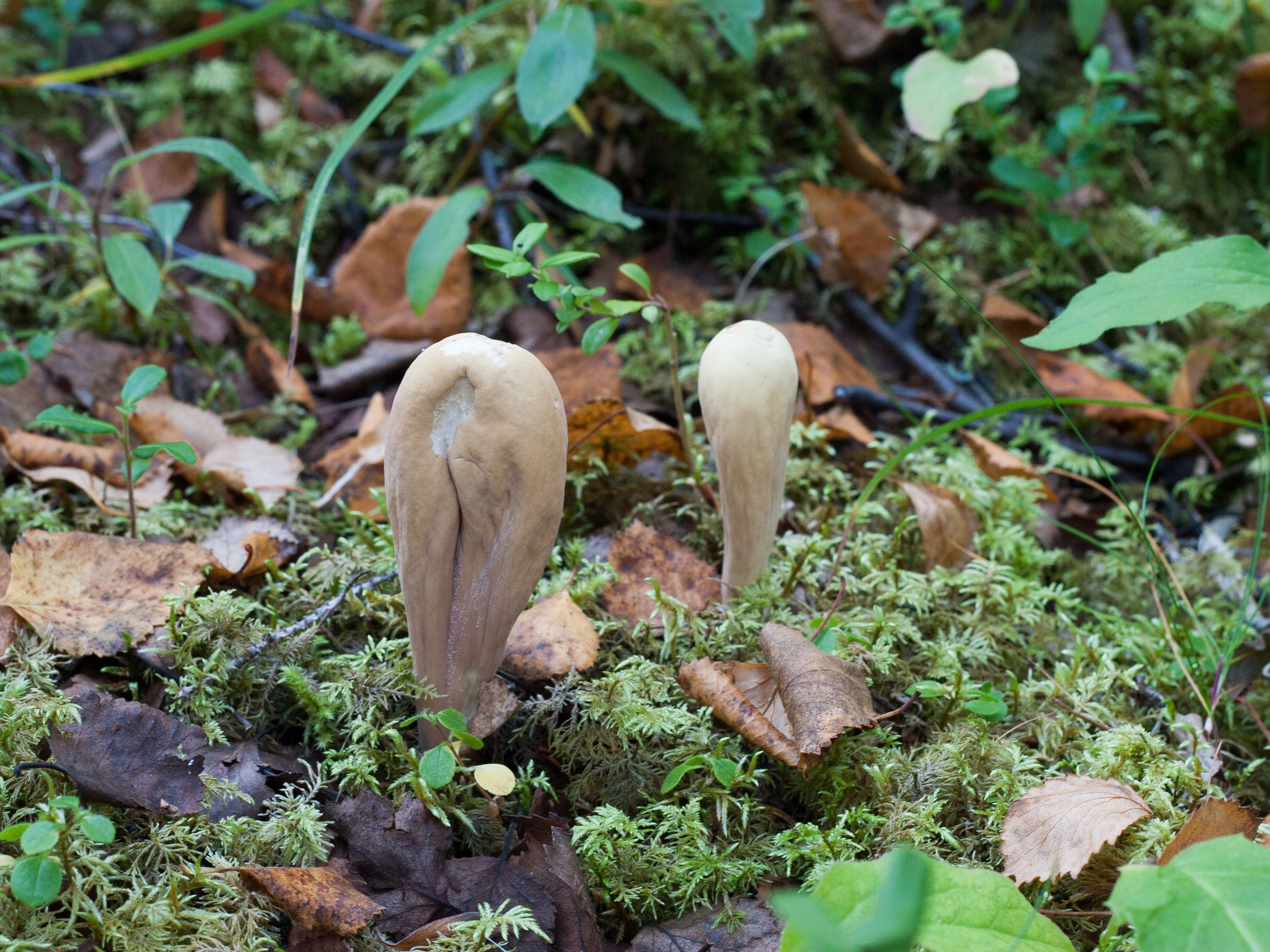
C. pistillaris maturi
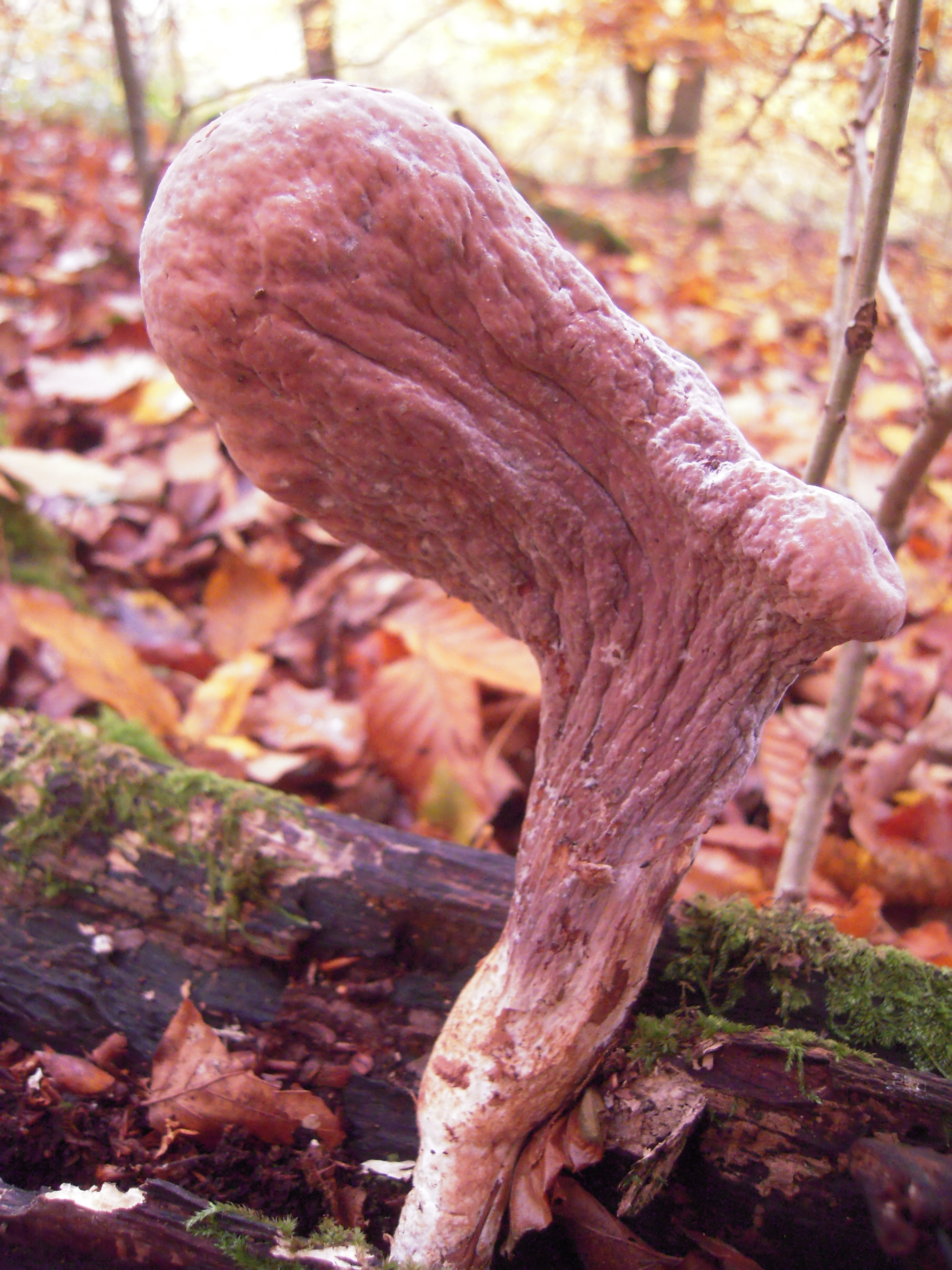
C. pistillaris bătrân

## Confuzii
Măciucile pot fi confundate cu specii asemănătoare mai mult sau mai puțin comestibile, în primul rând cu Clavariadelphus truncatus, dar în stadiu tânăr de asemenea cu Clavaria argillacea, Clavariadelphus ligula, Clavariadelphus sachalinensis precum Hypocrea alutacea sau chiar și cu necomestibila Xylaria polymorpha înante de a deveni brună.

## Specii asemănătoare în imagini

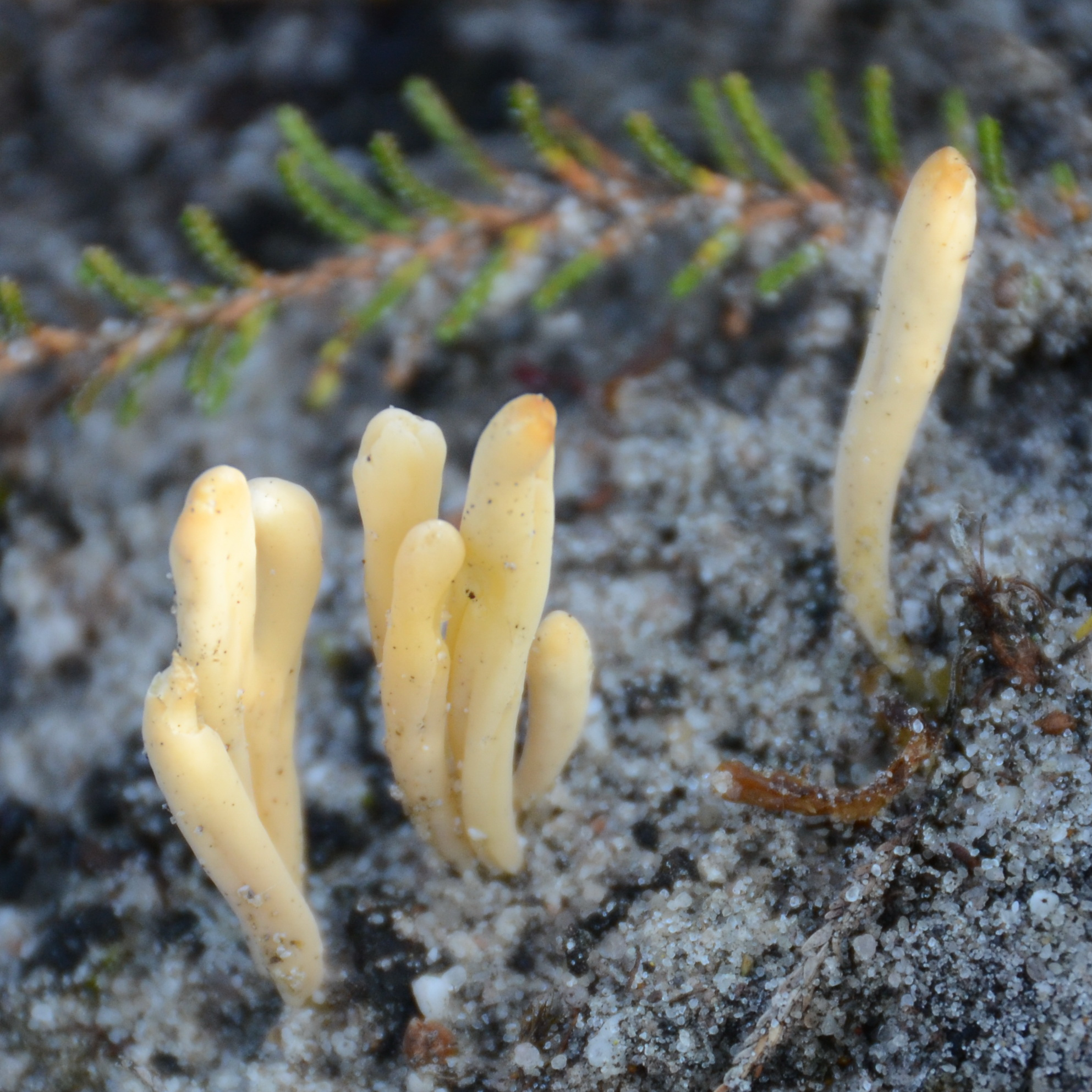
Clavaria argillacea
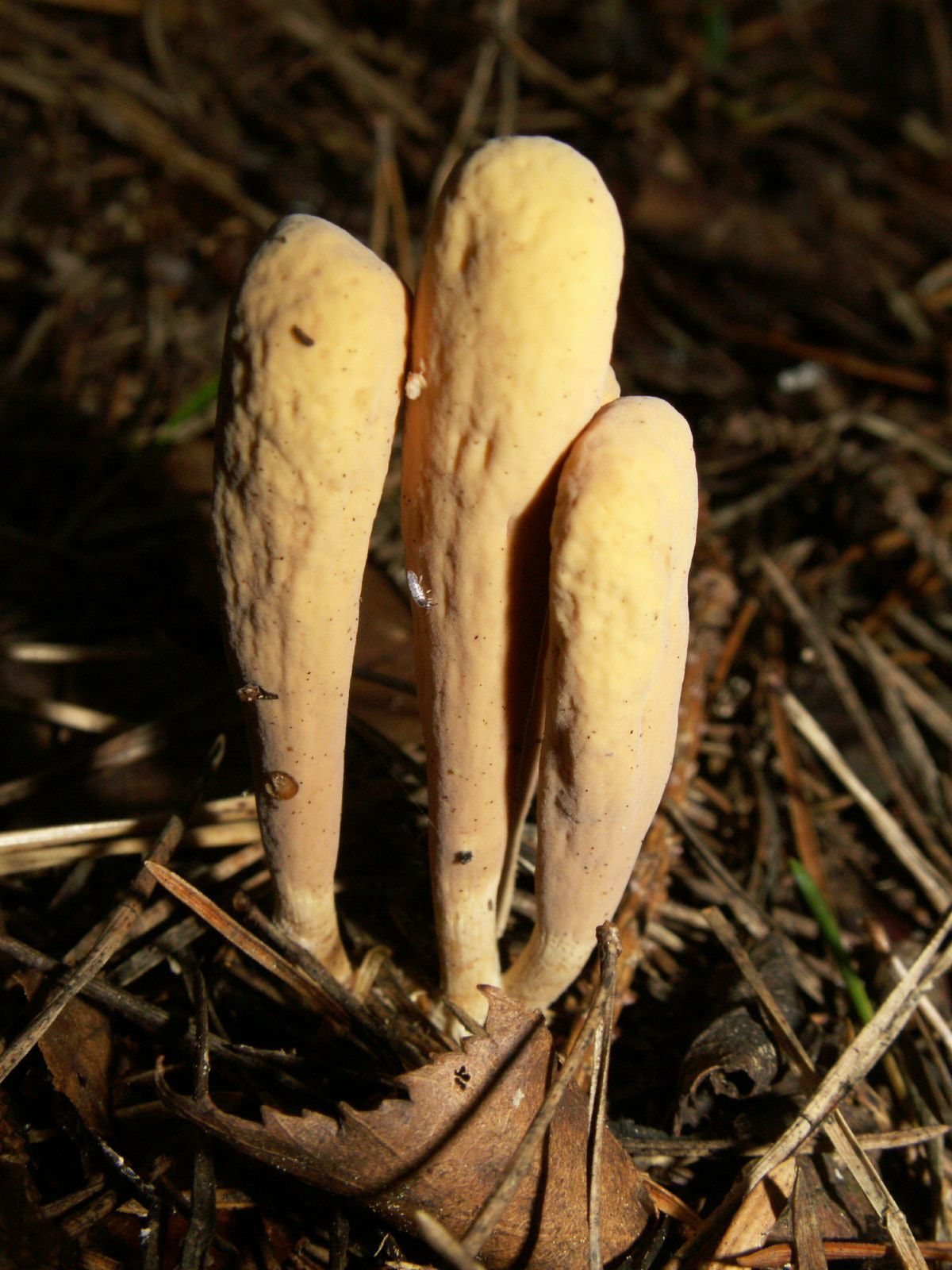
Clavariadelphus ligula
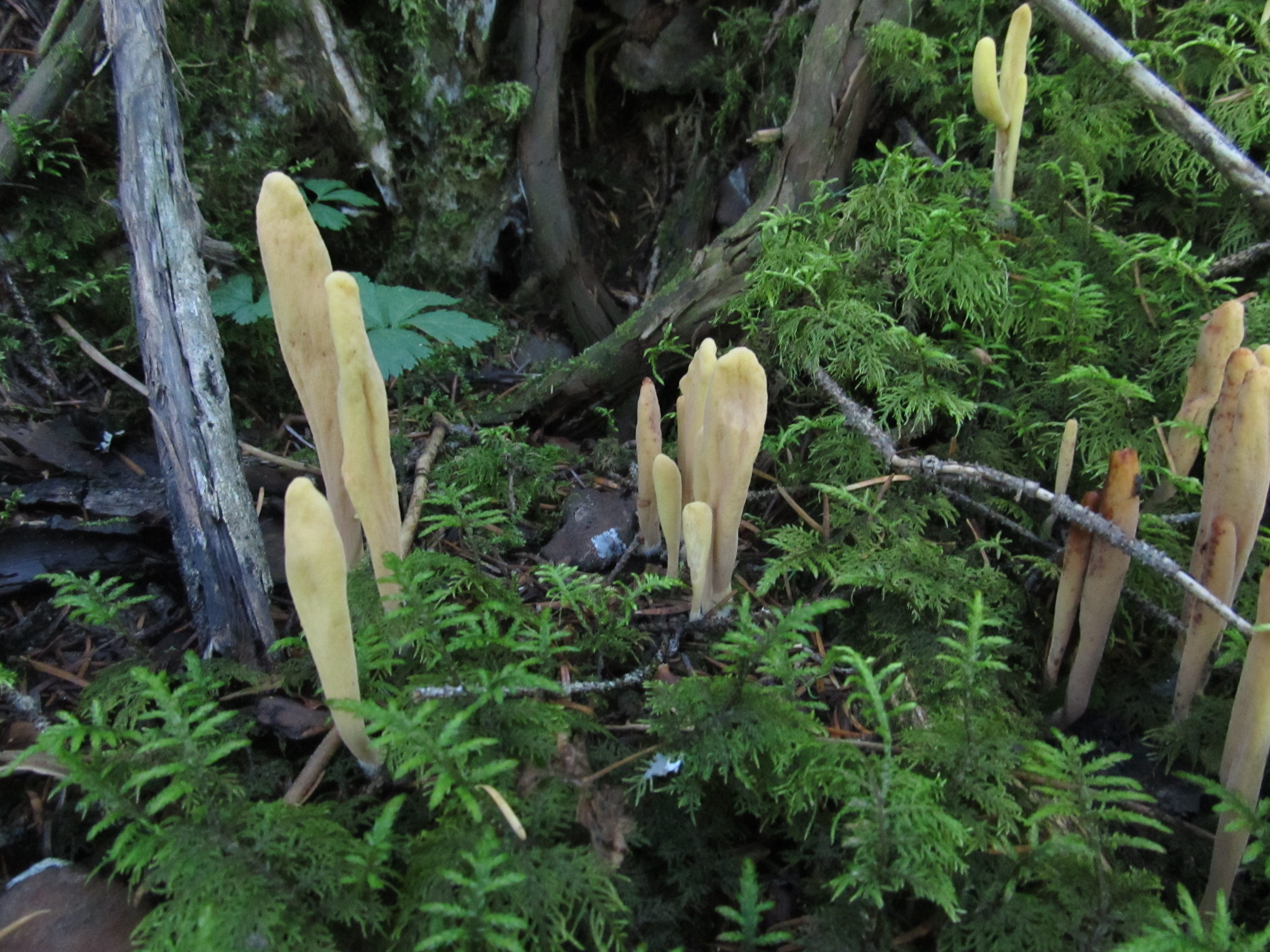
Clavariadelphus sachalinensis
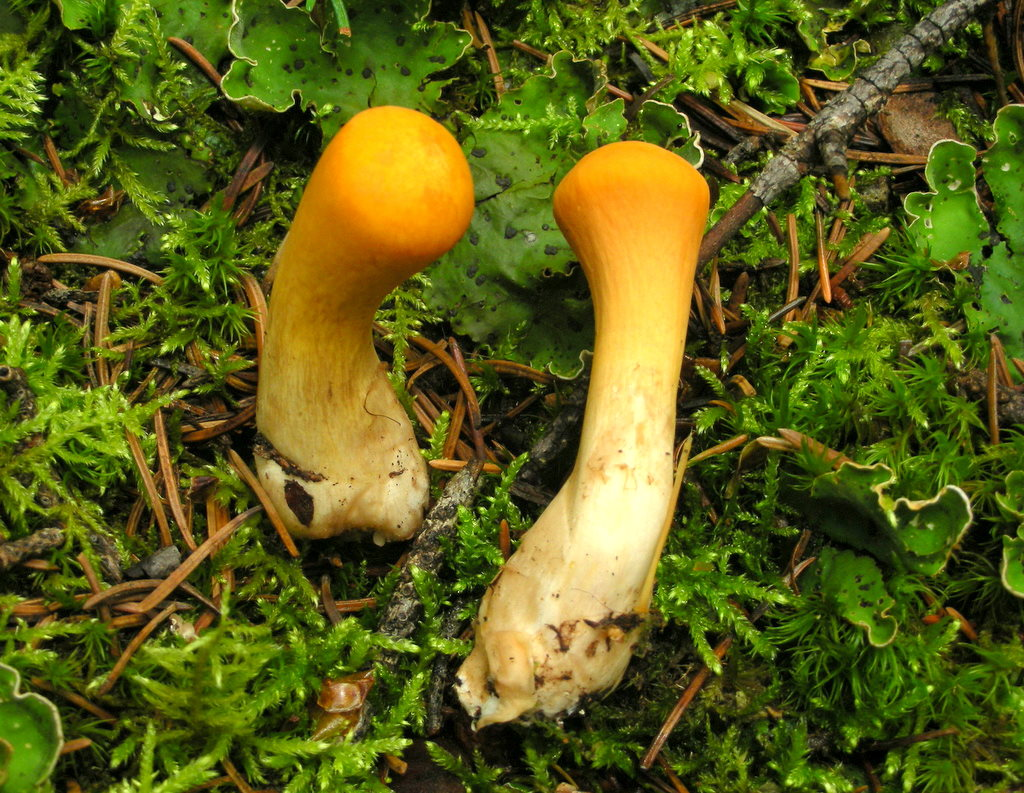
Clavariadelphus truncatus
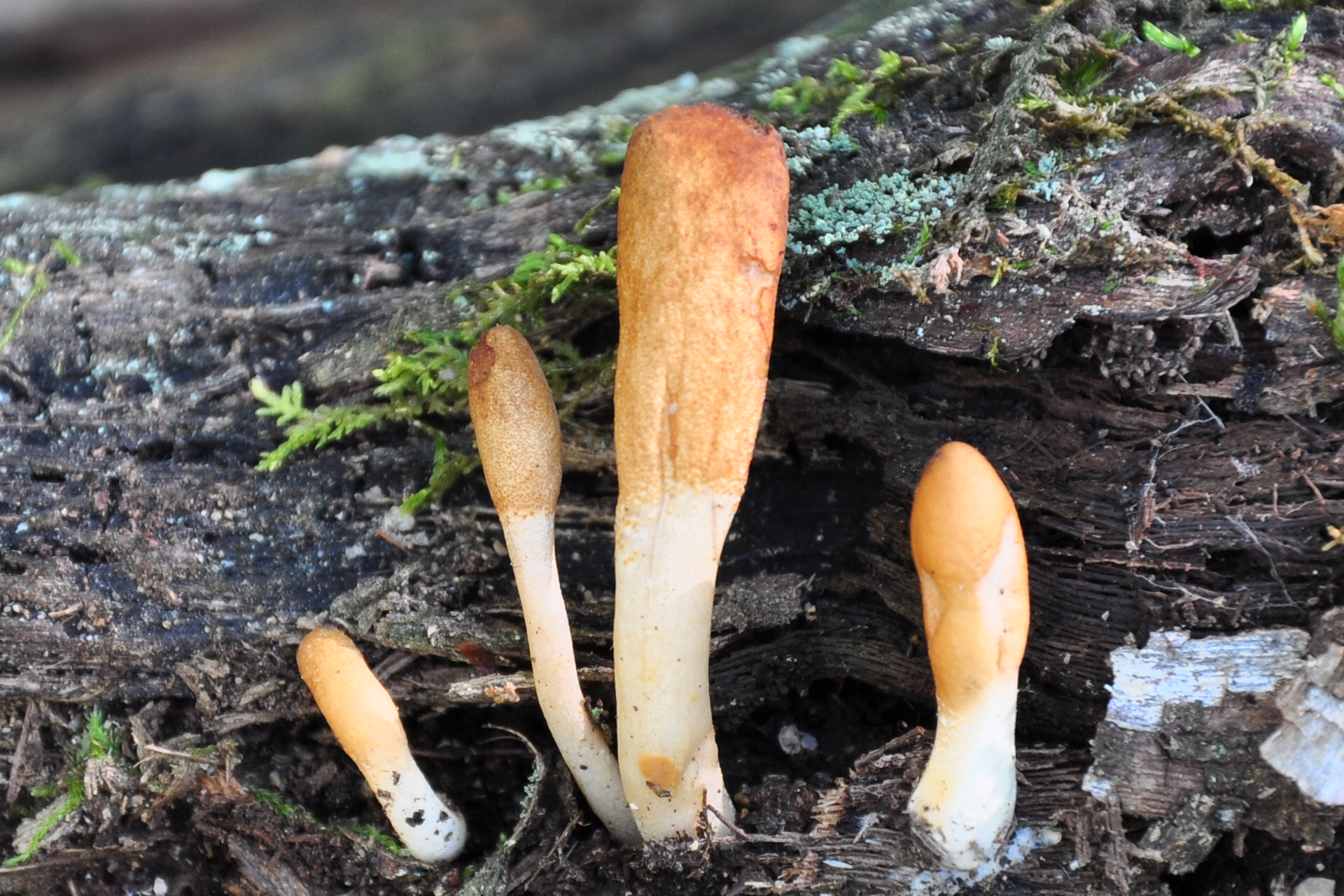
Hypocrea alutacea
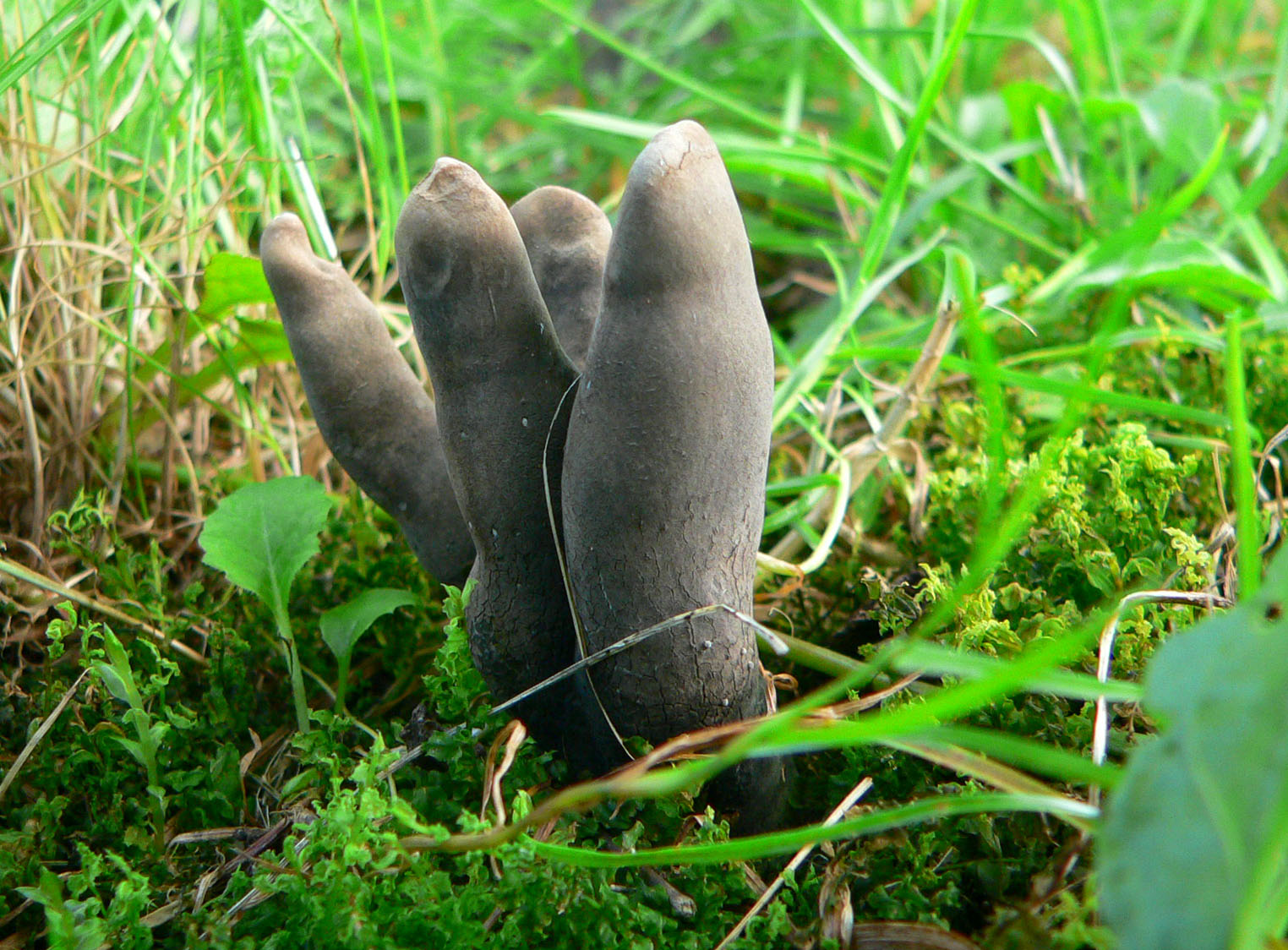
Xylaria polymorpha

## Valorificare
Pilugelele sunt comestibile, dar pot fi amare, diferind din loc în loc. Riscul este mai mic dacă se culeg doar exemplare în stadiu tânăr. Faceți în orișice caz o probă, înainte de a pune ciuperca în coș.
În Cartea Roșie a Republicii Moldova specia este declarată în stadiu de dispariție.